# Die Verteidigung der Kindheit
Die Verteidigung der Kindheit ist ein Roman von Martin Walser. Im Juli 1991 ist der Roman im Suhrkamp Verlag erschienen. Als Grundlage für diesen Roman diente die Biographie des Dresdner Juristen Manfred Ranft, der 1953 in den Westen übersiedelte. Walser erwarb seinen Nachlass mit Fotos, Briefen, Aufzeichnungen und anderen Materialien und recherchierte in Dresden bei Verwandten und Bekannten.

## Inhalt
Walsers Roman hat mehrere Ebenen: Die Familiengeschichte und der „Mutter-Kult“ Alfred Dorns ist mit dem Verlust der Heimat, beginnend mit der Zerstörung Dresdens 1945, der deutschen Teilung und den internationalen Spannungen in der Zeit des Kalten Krieges verbunden. Dabei überlagert sich die psychotische Persönlichkeit des seine Situation rational reflektierenden Sonderlings mit tragikomischen personalen Beziehungen und grotesken bürokratischen Strukturen in West-Ostdeutschland, v. a. konzentriert auf Berlin und Dresden zwischen 17. Juni und Mauerbau. Das äußere Leben Dorns besteht aus Studium und Berufstätigkeit, um seine Zwangshandlungen zu finanzieren: Kp. I handelt vom Jurastudium 1953–1956 in West-Berlin und von Besuchen bei den Verwandten in Dresden und ihren Gegenbesuchen, Kp. II vom Referendariat und der Pflege der Mutter in Berlin bis zu ihrem Tod 1960, Kp. III von der Arbeit in einer Anwaltskanzlei für Wiedergutmachungsansprüche und dann beim „Landesamt für Wiedergutmachung und verwaltete Vermögen“ in Berlin, Kp. IV von den Tätigkeiten als Dezernent für Theater, Justitiariat und Denkmalschutz beim Hessischen Kultusministerium in Wiesbaden. Sein Lebenssinn besteht jedoch darin, die Verbindung zu den Dresdner Verwandten und Bekannten durch Besuche, intensive Korrespondenz und Geschenkpäckchen zu erhalten, um mit ihrer Hilfe in labyrinthischen Aktionen die eigene Biographie in seiner Sammlung von Erinnerungsstücken, Bildern und Zeugenberichten zu dokumentieren und die verlorene Zeit zu rekonstruieren. Dieses endlose Projekt überfordert zunehmend seine Kräfte und er stirbt, ein Jahr vor dem Ende des DDR-Systems, 58-jährig an einer Überdosis von Schlaftabletten. Symbolträchtig kopiert er in seinen letzten Tagen immer wieder Kafkas Unterschrift.

### Kapitel I
Das erste Kapitel beginnt mit der Verabschiedung seiner Eltern am Bahnhof. Bei der Verabschiedung erfährt der Leser, dass die Eltern bereits seit drei Jahren getrennt leben und Alfred eine stärkere Bindung zu seiner Mutter als zu seinem Vater besitzt.
In seinem Studium wird Alfred Dorn von seinen Dozenten und Kommilitonen nicht sonderlich geachtet. Durch mangelndes Durchsetzungsvermögen nimmt er die Rolle eines Außenseiters ein. Sein Auftreten ist sehr leise und zurückhaltend. Oft versteht er die Witze oder anzüglichen Bemerkungen seiner Mitstreiter nicht.
Der Leser erfährt, dass Alfred Dorn von 1953 bis 1955 bereits Rechtswissenschaften an der Universität Leipzig studiert hat. Dort konnte er aufgrund politischer Ungleichheiten sein Studium nicht beenden. Im darauf folgenden Jahr hat er das Studium in Berlin wieder aufgenommen und 1956 das erste Staatsexamen abgelegt.
Anreiz für das Studium sind nicht Dorns eigene Interessen, sondern die Erwartungen anderer. An vielen Stellen des Romans wird deutlich, dass er eigentlich die Laufbahn eines Künstlers hätte wählen wollen. Er ist ein begabter Pianist und hat großes Interesse an Film und Schauspiel.

### Kapitel II
Mit Beginn des zweiten Kapitels findet Alfred Dorns Eintritt ins Berufsleben statt. Er beginnt sein Referendariat im Landgericht Berlin-Charlottenburg. Während dieser Zeit hat er sich drei Projekte vorgenommen, „1. Der Schneider des Grafen Brühl. 2.Der Erwerb des juristischen Doktorgrades. 3.Die Sammlung aller Dokumente, Fotos und Mitteilungen, in denen seine eigene Vergangenheit vorkam.“ Das Erreichen des Doktorgrades wird von anderen Personen erwartet, Alfred Dorn selber ist dieser Punkt eine Last.
Martha Dorn, die Mutter des Protagonisten erkrankt und wird als „Pflegefall“ diagnostiziert. Kurz bevor die Mutter verstirbt beendet Alfred seine Prüfung für das zweite Staatsexamen mit der Note „ausreichend“. Nach der Beerdigung der Mutter setzt Alfred sich das Ziel ein Denkmal für sie zu errichten.

### Kapitel III
Zunächst arbeitet Alfred Dorn probeweise in einer Kanzlei in der Konstanzer Straße. Seine beiden Vorgesetzten verlängern die Einarbeitungsphase um weitere zwei Monate, weil sie der Meinung sind, Dorn sei noch kein vollwertiger Mitarbeiter. Sein Arbeitsverhältnis wird nach Ablauf dieser Zeit nicht verlängert. Daraufhin bewirbt Alfred Dorn sich erfolgreich beim Landesamt für Wiedergutmachung und verwaltete Vermögen. Alfreds Tätigkeit besteht darin, Vergangenes zu erforschen und Gesetze entsprechend anzuwenden.
Drei seiner vier Kollegen im Amt hält Dorn für homosexuell. Auch bei seinem Chef, dem Oberregierungsrat Dr. Muth hatte er das Gefühl, dass dieser nur so häufig von seiner Frau spricht, um seine Homosexualität zu vertuschen. Alfred Dorn hat Angst man könne ihn für homosexuell halten, weil besonders der Kollege Rosellen ihn bedrängte. Dorn möchte weder zu einer Frau noch zu einem Mann eine sexuelle Beziehung eingehen. Er wendet sich an einen Psychotherapeuten und kann sich durch dessen Hilfe auch nach und nach gegenüber seinen Kollegen behaupten.
Er kündigt die Stelle im Landesamt für Wiedergutmachung um eine neue Stelle anzutreten. Bei seiner Verabschiedung ist Alfred Dorn überrascht, dass seine Kollegen ein ebenso gutes Bild von ihm haben wie er selbst. Er soll in Wiesbaden in der Abteilung für Kunst das Theaterreferat besetzen.
Durch den Bau eines Denkmals für seine verstorbene Mutter hat Alfred Dorn über 4000 Mark Schulden angehäuft.

### Kapitel IV
Ein Kollege von Alfred Dorn verstirbt und Dorn bekommt dessen Bereich zugeteilt. Nun ist er nicht bloß für Theater und Justitiariat zuständig, sondern auch für den Denkmalschutz.
Dorn baut zu seiner Tante Lotte Kontakt auf. Durch sie erfährt er, dass es seinem Vater Gustav Dorn zunehmend schlechter geht. Der Zustand des Vaters verschlechtert sich unter anderem, weil dessen 20 Jahre jüngere Frau Judith Dorn nicht ausreichend Rücksicht auf ihn nimmt.
Der Vater und Alfred Dorns „Vize-Oma“ Fräulein Dr. Goelz, die ihm während seines Studiums und auch danach immer beratend zur Seite stand versterben kurz nachdem Alfred eine Stelle als Oberregierungsrat angenommen hat.
Im Roman wird zunehmend deutlich, dass Alfred Dorn regelmäßig Schlaftabletten einnimmt und dadurch auch oft zu spät zur Arbeit kam.
Alfred Dorn lernt bei seiner letzten Rückreise aus Dresden einen jungen Mann, Richard Fasold, kennen, der 1968 mit acht Jahren ins Heim kam und keinerlei Kontakt zu seinen Eltern hat. Seinen Vater hat er nie kennen gelernt und seine Mutter ist vermutlich verstorben. Dorn schickt diesem jungen Mann zuerst 50 Mark und in einem späteren Paket eine neue Hose. Nachdem Richard die DDR verlassen hat, nimmt Dorn nach und nach die Vaterrolle für ihn ein, hilft ihm nach Berufsabbrüchen und Verschuldungen finanziell und berät ihn, damit er sein unstetes Leben stabilisieren kann, was jedoch nicht gelingt. So schickt er ihm immer mehr Briefe und Geld, bis er über 9000 Mark Schulden angehäuft hat. Sein weiteres Schicksal nach Dorns Tod bleibt offen.
Der Roman endet im Dezember 1988 mit dem Tod Alfred Dorns durch den zu hohen Konsum von Schlaftabletten. Für den Autor ist es nicht entscheidend, ob Tablettenmissbrauch oder Tablettenunfall ein tragisches Schicksal abschließt.

## Alfred Dorn
Alfred Dorn wird 1929 als Sohn von Martha Dorn und Gustav Dorn in Dresden geboren. Nachdem 1945 sämtliche Papiere der Familie Dorn bei einem Brand zerstört werden, lässt seine Mutter das Jahr 1931 als sein Geburtsdatum eintragen, damit Alfred nicht für die Panzerfaust-Ausbildung der Armee in Frage kommt.
1948 besteht er die Abiturprüfung mit der Note „sehr gut“ in Dresden. Vier Jahre studiert er Rechtswissenschaften an der Universität Leipzig, kann aber infolge seiner politischen Einstellung das Studium dort nicht beenden. Um sein Studium fortzusetzen, zieht er in den Westen und schließt dort 1955 sein Studium ab. Am 11. Juli 1956 legt er das erste juristische mit der Note „voll befriedigend“ Staatsexamen ab. Sein zweites Staatsexamen schließt er mit der Note „ausreichend“ ab.
Alfred Dorn wird zum Juristen, weil seine Angehörigen es von ihm erwarten. Nachdem aber die Eltern und seine „Vize-Oma“ versterben, beschließt er, nicht mehr zu promovieren.
In der Nacht auf einen Sonntag, den 5. Dezember verstirbt Alfred aufgrund einer zu hohen Dosis Schlaftabletten. Der Roman lässt offen, ob sich Alfred Dorn bewusst das Leben nahm oder ob es sich um einen Unfall handelt.
Die Eltern des Protagonisten leben getrennt. Nachdem Alfreds Schwester Carla verstarb, hat Martha Dorn sich der „Christian-Science-Sekte“ angeschlossen. Die Trennung der Eltern hat begonnen, als Martha Dorn erfahren hat, dass sie mit Alfred schwanger war. Durch die „Christian-Science-Sekte“ ließ sie sich überzeugen, dass ihr Kind besonders klug werde, wenn sie ihrem Partner den Geschlechtsverkehr vorenthalte.
Alfred selber gibt sich auch die Schuld an dem Scheitern der Ehe seiner Eltern. Auf jedem Foto von der Familie stellt Alfred sich zwischen seine Eltern. Er erinnert sich daran, dass sein Vater zu ihm gesagt hat, dass diese Ehe glücklich war, bevor die Kinder zur Welt kamen.

## Motive

### Mutterbindung
Der Protagonist Alfred Dorn hat ein sehr inniges Verhältnis zu seiner Mutter und umgekehrt. Nach der Trennung der Eltern unterstützt Alfred seine Mutter und sieht seinen Vater als eine Art Gegner an. Er „kompensiert den Verlust des Vaters durch die intensive Bindung an [seine Mutter].“
Zum Geburtstag seines Vaters verbietet ihm die Mutter, dem Vater ein Geschenk zu schicken. Alfred folgt diesem Verbot, schreibt dem Vater aber einen Brief.
Während Alfred im Westen studiert, schreibt er regelmäßig Briefe an seine Mutter. Sie hat ihm deutlich gemacht, dass ausschließlich er für ihr Wohlbefinden zuständig sei. Sobald er mit einem Problem konfrontiert ist, schreibt er seiner Mutter und bittet sie um Rat. Die ersten Jahre im Westen spricht er häufig von ihr als „Muttchen“. Es wird deutlich, dass Alfred noch nicht bereit ist, ein selbstständiges Leben zu führen.
Als Martha Dorn die Diagnose „Pflegefall“ gestellt bekommt, ist Alfred so oft es geht an ihrer Seite. Die Oberärztin sagt zu ihm, dass seine Liebe zur Mutter unnatürlich sei. Nachdem Gustav Dorn sagt, man müsse die Mutter in ein Heim bringen zur Pflege, sucht Alfred sich eine neue Unterkunft, die er gemeinsam mit seiner Mutter bewohnen kann. Dort pflegt er sie eine Zeit lang, bis sie erneut in die Klinik gebracht wurde. Schwester Anneliese und Alfred kümmern sich nun gemeinsam um die pflegebedürftige Mutter. Am 3. August verstirbt sie. Alfred macht sich Vorwürfe, er habe nicht ausreichend Acht auf seine Mutter gegeben.
Der Sarg, den Alfred für seine Mutter wählt, ist von innen mit Zinkplatten verstärkt, um den Zerfall zu verlangsamen. An dieser Stelle lässt sich bereits erahnen, dass Alfred später einmal neben seiner Mutter beerdigt werden möchte.
Als Andenken an sie bat er Schwester Anneliese, ein paar Haare der Mutter abzuschneiden und er ließ einen Abdruck ihrer Hände anfertigen.
Nach der Beerdigung seiner Mutter in einem Dreiergrab nimmt Alfred sich fest vor, ihr ein Denkmal zu setzen. Auf diesem Denkmal sollt eine Tierfigur in Form eines Lamms vorkommen. Zunächst ist Alfred mit dem Entwurf unzufrieden, weil es nicht jung genug aussieht. Es soll den Anschein erwecken, dass es zum ersten Mal versucht aufzustehen. Das Lamm soll als Symbol für Alfred auf dem Denkmal der Mutter stehen. Er sieht sich selber als „Jungtier“ und möchte nicht erwachsen werden.
Nicht nur während seiner Studienzeit versteht er die Erwachsenen nicht, auch nachdem seine Eltern verstorben sind und er schon lange im Berufsleben angekommen ist, betont er, dass er „seine [ehemaligen] Klassenkameraden ans Erwachsensein verloren habe.“
Dieser Wunsch, die Kindheit zu bewahren, ist durch seine starke Bindung und sein inniges Verhältnis zu seiner Mutter geprägt und hindert ihn zwischenmenschliche und vor allem sexuelle Beziehungen einzugehen.

### Sexualität
Alfred hat kein gutes Verhältnis zu Sexualität oder Intimität. Er lehnt sie ab. Als er mit seinem Vater und dessen Frau im Kino sitzt, leidet er unter der Intimität des Paares. Es ist ihm unangenehm, wie vertraut sie miteinander umgehen.
Seine Abneigung ist wahrscheinlich bereits in seiner Kindheit entstanden. Seine Mutter hat ihm verboten, sich selbst zu befriedigen. Sie hält ihm auch zu Studienzeiten noch vor, dass er sich an dieses Verbot nicht gehalten habe und dass seine Selbstbefriedigung der Grund für seine Migräne sei. Es sei „schädlich, hässlich und böse.“
Er fühlt sich von seinen Eltern ertappt und verurteilt. Und selbst wenn diese nichts von dem gebrochenen Verbot mitbekommen, so gibt es als höhere Verurteilungsinstanz immer noch das Christentum.
Selbst vor sexuellen Begriffen hat er ein immenses Schamgefühl. Nach seinem Empfinden sind Worte wie „Penis“, oder auch „Schlüpfer“ anstandslos.
Alfred selber sagt, um sich zu schützen, dass er weder an Männern noch an Frauen interessiert sei. Er hat nie gelernt, mit Gefühlen der Intimität umzugehen, und ist sehr bedacht darauf, Kontakte direkt zu unterbinden, wenn nicht mehr die für ihn notwendige Distanz vorhanden ist. „Distanz war nur der Ersatz für eine Beziehung, die ihm nicht gelang.“
Er wird stetig von der Angst begleitet, man könnte ihn mit Homosexuellen in Verbindung bringen oder gar selber für homosexuell halten. Sein Musiklehrer, Heribert Priebe, ist nur kurzzeitig beschäftigt. Gerüchten zufolge soll seine Homosexualität ein Grund für seine Versetzung sein. Gegen Ende der Referendarszeit von Alfred lädt Priebe ihn zu einem Konzert ein. Auf dem Rückweg hat Priebe, weil es so dunkel und der Weg so uneben war, dass er durch seine Kriegsverletzung nicht sicher gehen konnte, nach Alfreds Hand gegriffen. Alfred fühlt sich dadurch sexuell bedrängt und meidet seitdem den ehemaligen Musiklehrer.
Als Alfred im Landesamt für Wiedergutmachung arbeitet, befürchtet er, dass drei von seinen vier Kollegen homosexuell sind. Er hatte Bedenken, man habe ihn nur eingestellt, weil er wie ein Homosexueller aussieht. Mit dem einen Kollegen, Dr. de Bonnechose, den er nicht für homosexuell hält, pflegt er Kontakt, um einen heterosexuellen Eindruck zu erwecken. Seine gesamte Amtszeit zerbricht er sich den Kopf darüber, wer seiner Kollegen ihn sogar begehren könnte. Als er einen neuen Job annimmt, fasst er seinen Mut zusammen und bittet Dr. de Bonnechose bei seinen Kollegen nachzuhören. Dieser teilt ihm kurz darauf mit, dass keiner der Kollegen Alfred jemals für homosexuell gehalten habe, im Gegenteil waren einige überzeugt, er habe ein Verhältnis zu einer Frau. Sie haben sich lediglich einen Spaß erlaubt.
Alfred sucht sich Rat bei dem Psychotherapeuten Dr. Permoser. Er kann mit ihm offen über seine Gefühle sprechen und fühlt sich von ihm verstanden, aber dennoch nicht verurteilt. Dieses Wohlwollen unterstützt ihn dabei, emotionale Details preiszugeben. Zu Beginn der Sitzungen distanziert Alfred sich von dem Gedanken, homosexuell zu sein, bis er dann möchte, dass Dr. Permoser ihn als Homosexuellen wahrnimmt. Dr. Permoser gibt sich mit der Aussage, Alfred sei ein nicht-praktizierender Homosexueller jedoch nicht zufrieden und entgegnet dem, er sei ebenso ein nicht-praktizierender Heterosexueller.
Um genaueres herauszufinden oder auch nur um das eigene Verlangen klein zu halten, geht Alfred in Bäder mit „Nacktprogramm“. Er meidet dort jedoch den Kontakt zu jeglichen Menschen. „Wenn das einmal nicht mehr genügte, überholte er einen Jungen im Biebricher Schlosspark, bog dann vor dem in die Büsche und wartete, dass der komme. Wenn der vorbei war, trottete er heim, genau so froh wie unfroh, weil wieder etwas unterblieben war.“ Bis zu seinem Tod ist Alfred über seine sexuellen Neigungen ungewiss.

### Verlorene Künstlerseele
Alfred Dorn ist schon als Kind ein sehr begabter Pianist. Fräulein Dr. Goelz, die er als Vize-Oma bezeichnet, beschreibt ihn als fein, humanistisch gebildet, künstlerisch und musikalisch hochbegabten Menschen. Auch in der Universität wird er, wenn auch spöttisch, auf sein künstlerisches Talent angesprochen, als er in einer Vorlesung auf sein Papier kritzelt.
Gustav Dorn mochte es nicht, wenn Alfred als Kind zur Musik tanzt. Er war der Ansicht, dass sein Sohn dadurch nicht männlich genug werde. Alfred jedoch fühlt sich in seinen Bewegungen zur Musik frei und sicher.
In seiner Studienzeit entdeckt er eine Leidenschaft für das Kino und die Oper. Er ist fasziniert von den Schauspielern und von der Welt, die ihm durch die Hollywood Filme offenbart wird. Wenn er eine schlechte Nachricht erhält oder sich durch eine Situation bedrängt fühlt, flüchtet er sich in diese Welt und fühlt sich von ihr verstanden. Er lenkt sich durch Kino und Kultur jedoch nicht nur von der Realität ab, sondern folgt ebenfalls dem sozialen und ideologischen Trend.
In Wiesbaden kann er dann endlich seine eigenen Interessen in seinen Beruf einarbeiten, als er die Stelle für das Theaterreferat angeboten bekommt. „Sie suchen tatsächlich einen Juristen mit Kunstverstand.“

### Pergamon-Projekt
Das Bedürfnis, Vergangenes wiederzuholen und haltbar zu machen, prägt sich, nachdem Alfreds Elternhaus im Februar 1945 von Bomben zerstört wird. Mit dem Elternhaus verbrennen auch viele Bilder, Briefe und andere Dokumente aus seiner Kindheit. Alfred schämt sich dafür, dass er sich diese Dokumente zurück wünscht, während zwischen 100.000 und 200.000 Menschen getötet wurden. Aber es war ihm trotzdem wichtig, diese zurückzuerlangen. Er denkt darüber nach, ob die Dokumente damals noch zu retten gewesen wären, wenn er in den Trümmern des Hauses gegraben hätte.
Alfred stellt sich oft vor, wie das „Alfred-Dorn-Museum“ wohl aussehen würde. In seinen Vorstellungen hängt in seinem Museum ein Gemälde seiner Mutter, so groß und schön, wie die Madonna in einer sixtinischen Kapelle, die sie gemeinsam besucht haben.
Alfred ist sehr bedacht darauf, seine Erinnerungen zu pflegen. Wenn man erstmal etwas vergessen hat, so ist für ihn, als hätte es nie stattgefunden. Er ist der Ansicht, dass jeder Mensch es verdient habe, sein Leben in einem Museum aufzubewahren.
Er setzt sich das Ziel, ein solches Museum für sein Leben und vor allem für seine Kindheit zu erstellen. „Wenn man nach zweitausend Jahren den Pergamon-Altar wieder aufbauen konnte, kann man auch seine Kindheit wieder Aufbauen.“ Um dieses Projekt verwirklichen zu können, braucht er Familie, Freunde und Bekannte und trägt jahrelang jedes kleinste Detail zusammen. „Er lebt schließlich nur noch, um Spuren der vergangenen und der vergehenden Zeit zu sichern.“
Die Gegenwart und die Zukunft sind für Alfred unausweichliche und unerwünschte Zwänge. „Am liebsten würde er jeden Tag von früher mit Fotos pflastern. Dann könnte er sich dort ergehen und wäre weg von hier und jetzt.“

## Rezeption
„Es hat lange keinen Roman in der deutschen Sprache gegeben, der – ohne seine Figur aus den Augen zu lassen – in diesem Ausmaß Durchblicke auf die historischen und politischen Ereignisse gestattet hat und von Realität durchdrungen ist.“ – Zeit
„Selten war Walser komischer als in diesem Roman. Der trockene Witz macht die dargestellte Pein erträglich.“ – Spiegel
„Was mich an diesem Roman stört, ist eine Sache die mich oft an Romanen stört: Ich habe nicht gerne Idioten als Helden. Der Mann ist dumm […] er ist ein neurotischer Mensch. […] Der Mann ist vollkommen infantil.“  – Marcel Reich-Ranicki